# Vladan Stransky
Vladan Stransky (* 12. Februar 1973) ist ein ehemaliger tschechisch-australischer Eishockeyspieler, der einen Großteil seiner Karriere bei den Sydney Bears in der Australian Ice Hockey League unter Vertrag stand. Sein Vater Vladimír war ebenfalls Eishockeyspieler und wurde 1981 mit dem TJ Vitkovice tschechoslowakischer Meister.

## Karriere
Vladan Stransky begann seine Karriere als Eishockeyspieler in seiner tschechoslowakischen Heimat, wo er beim TJ Vitkovice aus der 1. Liga unter Vertrag stand. Nachdem er die Spielzeit 1992/93 bei den Dauphin Kings aus der Manitoba Junior Hockey League und den Jūjō Papaer Kushiro Ice Hockey Club  aus der Japan Ice Hockey League verbracht hatte, kehrte er nach Tschechien zurück, wo er die nächsten Jahre in der 2. tschechischen Liga, der dritthöchsten Spielklasse des Landes, auf dem Eis stand. 2002 zog es ihn nach Australien. Dort spielte er neun Spielzeiten bei den Sydney Bears, mit denen er 2002 und 2007 den Goodall Cup, die australische Meisterschaft, gewann. 2008 gewann er als Hauptrundensieger der Australian Ice Hockey League mit dem Klub zudem den V.I.P.-Cup.

### International
Für Australien nahm Stransky nach seiner Einbürgerung 2009 an der Weltmeisterschaft der Division I 2009 sowie der Division II 2011, als ihm mit den Australiern der Aufstieg in die Division I gelang, teil.

## Erfolge und Auszeichnungen
- 2002 Goodall-Cup-Gewinn mit den Sydney Bears
- 2007 Goodall-Cup-Gewinn mit den Sydney Bears
- 2008 V.I.P.-Cup-Gewinn mit den Sydney Bears
- 2011 Aufstieg in die Division I bei der Weltmeisterschaft der Division II, Gruppe A